# Alan Sabbagh
Alan Ricardo Sabbagh (Buenos Aires, 25 de mayo de 1980) es un actor argentino.

## Biografía
Alan Sabbagh nació el 25 de mayo de 1980 en Buenos Aires, tiene ascendencia siria por parte de padre. Se formó entre 1999 y 2003 con Nora Moseinco y luego con diferentes maestros, entre ellos Alejandro Catalán. Uno de sus primeros trabajos en cine fue el papel de Ismael en Luna de Avellaneda, de Juan José Campanella. Luego fue convocado para interpretar a Alvaro Raimondi en el unitario Locas de amor, que se emitió en 2004. Más tarde trabajó en Una familia especial, Socias y Valentino, el argentino y en el capítulo "Perla, anfitriona" de "Mujeres Asesinas". En teatro participó en la obra dirigida por Nano Zyssholtz Que parezca un accidente. 
En 2009, formó parte del elenco de la obra Los quiero a todos con dirección de Luciano Quilici, de la que en 2010 realizó una versión cinematográfica. Entre el final de 2009 y 2010, actuó en Botineras, telenovela policial que se emitió por Telefe, con producción de Underground y Endemol. Luego participó en el piloto de otro programa de Underground, Un año para recordar, que participó en el festival Mipcom, en Cannes en 2010 y fue estrenado como telenovela en febrero de 2011 por Telefe. 
En 2011, interpretó a Mariano Cohen en Mi primera boda, dirigida por Ariel Winograd.
En 2012 formó parte de la telenovela Lobo y además protagonizó la película Masterplan, donde interpreta a un joven que intenta llevar a cabo una estafa simple y la convierte en compleja. La película fue seleccionada en la competencia oficial del Bafici. La distribuidora Disney compró los derechos, y Masterplan se estrenó en Argentina el 25 de octubre.
En julio del mismo año se sumó al elenco de la telecomedia Graduados, y actuó en la película de Sebastián De Caro 20.000 besos, en la que interpreta a El Cinéfilo.
En 2013 volvió a trabajar con Winograd en Vino para robar y formó parte del elenco de Vecinos en guerra.

## Filmografía

### Cine
| Año  | Título                | Papel                                   | Dirección                      | Notas                                 |
| ---- | --------------------- | --------------------------------------- | ------------------------------ | ------------------------------------- |
| 2004 | Luna de Avellaneda    | Ismael                                  | Juan José Campanella           | Debut en cine                         |
| 2006 | 31                    | Ariel                                   | Damián Dionisio                | Cortometraje                          |
| 2007 | Amarre amoroso        | Martín                                  | Ariel Frajnd                   | Cortometraje                          |
| 2008 | La sangre brota       | Peluquero                               | Pablo Fendrik                  |                                       |
| 2011 | Mi primera boda       | Mariano                                 | Ariel Winograd                 |                                       |
| 2012 | Masterplan            | Mariano Cohen                           | Diego Levy y Pablo Levy        |                                       |
| 2013 | Vino para robar       | Gerente                                 | Ariel Winograd                 |                                       |
| 2013 | 20.000 besos          | El Cinéfilo                             | Sebastián De Caro              |                                       |
| 2013 | Los quiero a todos    | León                                    | Luciano Quilici                |                                       |
| 2014 | Tema de otro          | Bruno                                   | Diego Leanza                   | Cortometraje                          |
| 2014 | In the clouds         | Joyero                                  | Marcelo Mitnik                 | Cortometraje                          |
| 2015 | Focus                 | Jefe de ingeniería del equipo argentino | Glenn Ficarra y John Requa     | Coproducción estadounidense-argentina |
| 2016 | El rey del Once       | Ariel                                   | Daniel Burman                  |                                       |
| 2016 | Me casé con un boludo | Gonzalo                                 | Juan Taratuto                  |                                       |
| 2016 | Permitidos            | Pareja final APPermitidos               | Ariel Winograd                 |                                       |
| 2016 | La última fiesta      | Dante                                   | Leandro Mark y Nicolás Silbert |                                       |
| 2016 | El candidato          | Asesor Sebas                            | Daniel Hendler                 |                                       |
| 2017 | Veredas               | Taxista                                 | Fernando Cricenti              |                                       |
| 2018 | All inclusive         | Pablo                                   | Diego Levy y Pablo Levy        |                                       |
| 2019 | El día que me muera   | David                                   | Néstor Sánchez Sotelo          |                                       |
| 2019 | Shalom Taiwán         |                                         | Walter Tejblum                 |                                       |
| 2020 | Corazón loco          | Gonzalo                                 | Marcos Carnevale               |                                       |
| 2022 | El sistema Keops      | Sergio Israel                           | Nicolás Goldbart               |                                       |
| 2022 | Que todo se detenga   | «Tarzán»                                | Juan Baldana                   |                                       |

### Televisión
| Año       | Título                         | Personaje               | Notas                               |
| --------- | ------------------------------ | ----------------------- | ----------------------------------- |
| 2004      | Locas de amor                  | Raimondi                | Coprotagonista                      |
| 2005      | Una familia especial           | Flavio                  | Coprotagonista                      |
| 2007      | Lalola                         | Velazco                 | Participación especial              |
| 2008      | Socias                         | Javier                  | Participación especial              |
| 2008      | Los exitosos Pells             | Conserje                | Participación especial              |
| 2009      | Valentino, el argentino        | Marcos                  | Participación especial              |
| 2009-2010 | Botineras                      | Omar Torres             | Coprotagonista                      |
| 2011      | Un año para recordar           | Ariel Cansepolsky       | Coprotagonista                      |
| 2012      | Lobo                           | Salvador Fuccile        | Coprotagonista                      |
| 2012      | Graduados                      | Mario "Marito" Rotstein | Recurrente                          |
| 2013-2014 | Los vecinos en guerra          | Fabián Sotelo           | Coprotagonista                      |
| 2017-2019 | El jardín de bronce            | Sergio "El Ruso" Reidel | Elenco principal                    |
| 2019      | Pequeña Victoria               | Gerardo Mancuso Puentes | Coprotagonista                      |
| 2021      | Pequeñas Victorias             | Gerardo Mancuso Puentes | Coprotagonista                      |
| 2022      | El encargado                   | Nacho                   | Episodio: "Acompañante terapéutico" |
| 2023      | División Palermo               | Gabriel Kermann         | Elenco secundario                   |
| 2024      | Coppola, el representante      | Mariano                 | Elenco principal                    |
| 2025      | El mejor infarto de mi vida    | Ariel                   | Protagonista                        |
| 2025      | Viudas negras, p*tas y chorras | Pablo Stubrin           | Elenco secundario                   |